# Кастильоне, Бальдассаре
Бальдассаре Кастильо́не (итал. Baldassare Castiglione; 1478—1529) — итальянский писатель. Автор трактата «Придворный» (итал. Il Cortegiano), одного из самых знаменитых сочинений итальянского Возрождения. Граф Новилары.

## Биография
Кастильоне родился в Казатико, близ Мантуи. В январе 1491 года, во время торжеств по случаю бракосочетания Беатриче д’Эсте и Лодовико Моро, был представлен Изабелле д’Эсте, молодой жене мантуанского маркиза Франческо Гонзага. Получил гуманистическое образование в Милане. С 1501 года выполнял дипломатические миссии при различных итальянских дворах. В 1503 году впервые побывал в Риме; в составе свиты герцога Мантуанского сражался во франко-итальянских войнах; в октябре того же года участвовал в битве при Гарильяно. С 1504 года — на службе у герцога Урбинского, отправившего Кастильоне с миссиями в Англию (1506) и Францию (1507).
В 1508—1513 годах принимал участие в Войне Камбрейской лиги. В 1513 году назначен Франческо Марией делла Ровере посланником в Риме. Поддерживал дружеские отношения с художниками и писателями из круга папы Льва X: Пьетро Бембо, Якопо Садолето, Бернардо Довици да Биббиена, Томмазо Ингирами, Рафаэлем, Микеланджело, Антонио Тебальдео, Федерико Фрегозо. В 1515 году королём Франции становится Франциск I; Кастильоне предпринимает дипломатические усилия для налаживания отношений Льва X с новым монархом, но безрезультатно. В 1516 году отправляется в ссылку в Мантую вслед за отстранённым от власти Франческо Марией делла Ровере.
С 1519 года на службе у Федериго Гонзага. Болезненно переживает кончину Рафаэля (1520) и посвящает его памяти латинскую элегию. В мае 1523 года в составе свиты Изабеллы д’Эсте путешествует в Падую и Венецию.
После избрания римским папой Климента VII (ноябрь 1523 года) был назначен папским нунцием в Испании, куда прибывает в марте 1525 года. К 1527 году относится острая полемика Кастильоне с секретарём императора Карла V Альфонсо де Вальдесом (братом известного мыслителя Хуана де Вальдеса). В знак высочайшего почтения к заслугам Кастильоне император предложил ему стать епископом Авильским, однако тот отклонил это предложение из-за неурегулированности взаимоотношений Карла V с папой.
После кончины Кастильоне (возможно, от бубонной чумы) мать перевезла его прах в Мантую. В соответствии с завещанием писателя Кастильоне похоронен рядом со своей женой в церкви Санта Мариа делле Грацие близ Мантуи (ит.). Надгробный памятник выполнен Джулио Романо.

## Сочинения

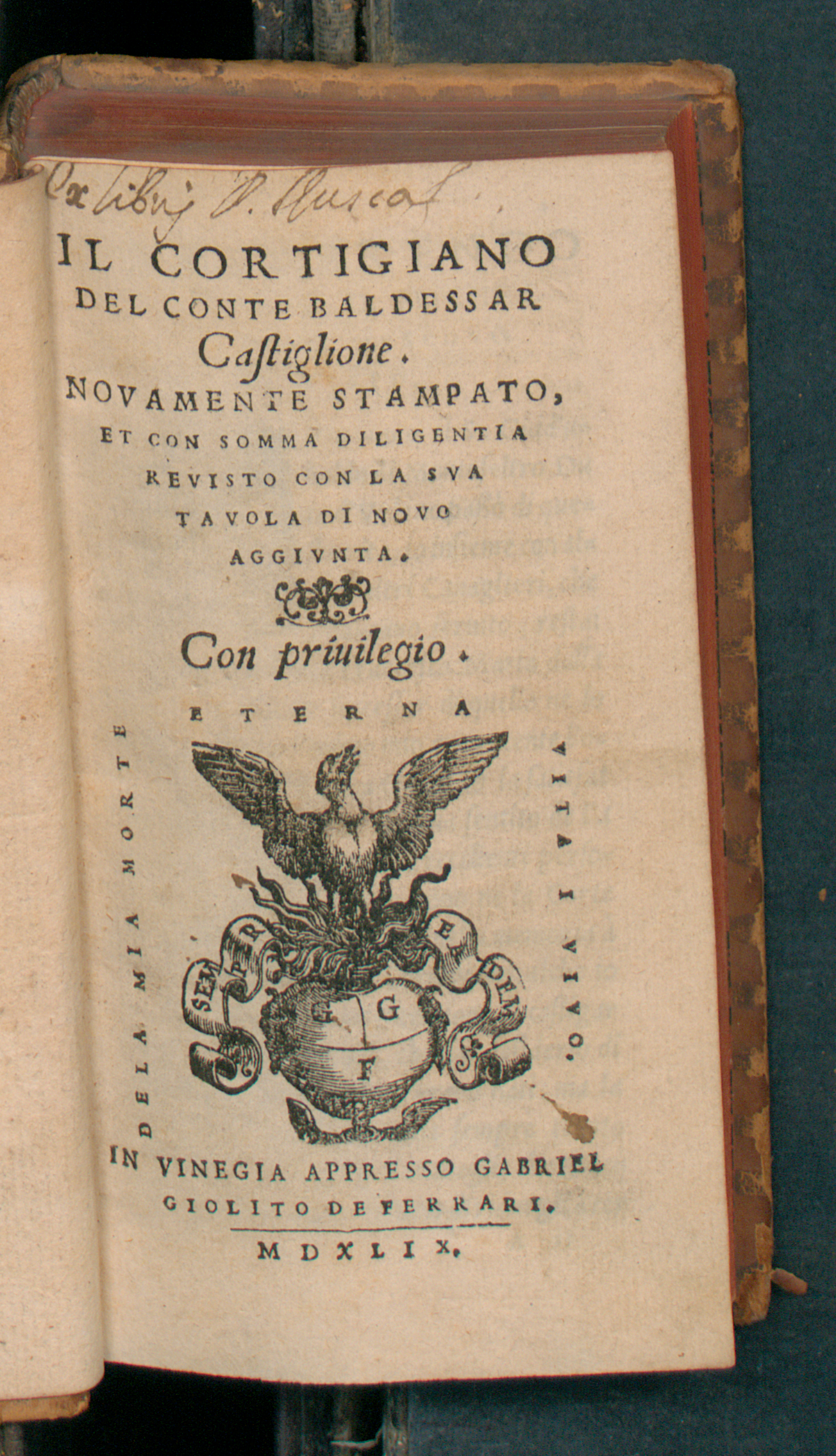
Cortegiano, 1549

Главное произведение Кастильоне — книга диалогов «Придворный» («ит.»), воссоздающая тип идеального придворного и картину изысканных обычаев, различных интеллектуальных развлечений, в том числе остроумных бесед, итальянского общества времён Возрождения. Начало работы датируется 1514 годом; первая редакция сочинения (с посвящением Франциску I) была закончена в 1516 году. Последняя (третья) редакция (без посвящения) датируется 1524 годом; она была напечатана в Венеции в 1528 году в типографии наследников Альда Мануция и позже переведена на многие языки: испанский перевод вышел в 1534-м, французский в 1537-м, английский — в 1561 году. Кастильоне является также автором латинских и итальянских стихов «на случай». Среди них выделяются обращённая к жене поэта элегия, эклога «Тирсис» (1506), латинское стихотворное послание к английскому королю Генриху VII (1508).

## Переводы
- Кастильоне Б. Придворный / Пер. с англ. Пётр Епифанов. — М.: КоЛибри, 2021. — 640 с.